# Leon Lopez
Leon Lopez est un acteur, danseur, chanteur, auteur, compositeur et top model anglais né le 30 août 1979 à Liverpool. 
C'est un ancien étudiant du Liverpool Institute of Performing Arts, école créée par Paul McCartney.
Il s'est fait connaitre dans une série télévisée Brookside dans le rôle de "Jerome Johnson" qui fut diffusée sur Channel 4 entre 1998 et 2002.
Il a joué au théâtre, dans Chitty Chitty Bang Bang, Rent au Duke of York Theatre (en) de Londres dans le West End, Theo - Piaf au Donmar Warehouse de Londres, Wig Out! au Royal Court de Londres, ou Macbeth au Liverpool Everyman.
Leon Lopez a fait une apparition remarquée au côté de Leslie Caron, de Greta Scacchi et de Lambert Wilson dans la comédie musicale de Stephen Sondheim : A Little Night Music au Théâtre du Châtelet à Paris en février 2010. Il y jouait le rôle de Frid. 
Son premier album studio 'Moving On' est sorti le 1er février 2010. Il prépare déjà son deuxième album qui sera produit par Paul James.